# Bratumił
Bratumił, Bratomił, Bratmił, (zniem.) Bretomił, Bretmił – staropolskie imię męskie, złożone z członów Bratu- ("bratu", "członkowi wspólnoty rodowej", "człowiekowi bliskiemu") i -mił ("miły"). Znaczenie imienia: "miły swoim bliskim".
Żeńskie formy: Bratumiła, Bratomiła, Bratmiła.
Bratumił imieniny obchodzi 8 września i 18 października.